# Simon Heller
Simon Heller (geboren 25. Oktober 1843 in Tachau, Kaisertum Österreich; gestorben 4. Mai 1922 in Wien) war ein österreichischer Blindenpädagoge.

## Leben
Simon Heller besuchte die Lehrerbildungsanstalt in Olmütz. Er arbeitete dann als Hauslehrer in Tachau. Er ging nach Wien und wurde dort Volksschullehrer und dann Fortbildungsschullehrer. 1873 wurde er zum Direktor des Israelitischen Blindeninstituts auf der Hohen Warte ernannt, dem er bis zu seinem Tod im Jahr 1922 vorstand. Er führte an den Blindenschulen den Modellier- und Zeichenunterricht ein. Heller gründete ein Institut für Kriegsblinde.  Heller verfasste eine Vielzahl von Lehrbüchern und Schriften zum Blindenunterricht. Heller wurde zum Kaiserlichen Rat ernannt. Er ist in einem Ehrengrab der Stadt Wien auf dem Wiener Zentralfriedhof, Israelitische Abteilung bestattet.
Der Heilpädagoge Theodor Heller ist sein Sohn.